# La primera vez (álbum)
La primera vez es el álbum debut del cantante sevillano Antonio Romero.

## El disco
El disco fue publicado el 14 de abril de 2004 a través de la discográfica española Valemusic Records. El primer sencillo fue el tema "Ansiedad", publicado a comienzos del 2004, aunque era más conocido por "La Miradita", debido al programa de televisión Gran hermano, programa que lanzó a la fama a Antonio Romero.
El sencillo llegó hasta el número 5 en las listas de ventas de España, vendiendo más de 8.000 copias el sencillo [cita requerida]. Valemusic no publicó más singles del disco, el disco vendiendo menos de 6.000 copias en total [cita requerida]. El disco está descatalogado.

## Lista de canciones
1. Ansiedad
2. La Primera Vez
3. Vivir Un Sueño
4. Ella Sabe
5. Sin Aliento
6. Vuelve Ayer
7. Culpa
8. Dinero
9. Eres
10. Imposible Separar
11. Insieme

## Sencillos
- "Ansiedad" 2004

- Datos: Q5967893